# Bernard Fernandez (cyclisme)
 Bernard Fernandez , né le 16 mars 1924 à Lorca (Murcie) et mort le 6 décembre 2000 à Nîmes, est un coureur cycliste espagnol puis français à partir de 1939, professionnel dans les années 1940 et 1950.

## Biographie
Né espagnol, il est naturalisé français en 1939.

## Palmarès

### Par année
- 1946
  - Grand Prix Valras Agence
- 1947
  - Prix Picormul
- 1949
  - Grand Prix des Commerçants de Juan-les-Pins
- 1950
  - 7e étape du Tour du Sud-Est

### Résultats sur les grands tours

#### Tour de France
1 participation
- 1950 : abandon (4e étape)